# 桑原幸子 (国際公務員)
桑原 幸子（くわばら さちこ、Dr. Sachiko Kuwabara-Yamamoto）は、日本出身の国際公務員。国際連合法務局首席法務官を経て、2001年から2007年までバーゼル条約事務局長を務めた。

## 人物・経歴
女子学院中学校・高等学校、国際基督教大学を経て、国際連合に入り、国際連合法務局首席法務官を経て、2001年から2007年までバーゼル条約事務局長を3期務め、廃棄物問題に取り組んだ。

## 著書
- "Legal Regime of the Protection of the Mediterranean Against Pollution from Land-based Sources"Tycooly International Publishing Ltd 1984/12

## 関連書籍
- 「国連機関でグローバルに生きる」 原田勝広（現代人文社、2006年） ISBN 978-4877983093